# Girl Disrupted
Girl Disrupted è il primo album in studio della cantante statunitense Sevyn Streeter, pubblicato nel 2017.

## Tracce
1. Livin – 4:17
2. Present Situation – 4:00
3. My Love for You – 4:43
4. Anything You Want (featuring Ty Dolla $ign, Jeremih & Wiz Khalifa) – 3:34
5. Ol Skool (featuring DeJ Loaf & Jeremih) – 5:11
6. Soon as I Get Home – 3:02
7. Before I Do – 3:57
8. Been a Minute (featuring August Alsina) – 3:49
9. Translation – 3:53
10. Peace Sign (featuring Dave East) – 4:33
11. Fallen (featuring Ty Dolla $ign & Cam Wallace) – 4:32
12. How Many – 3:39
13. Everything in Me – 3:44